# Shotacon
Shotacon (ショタコン) je japanska skraćenica za Shōtarō kompleks, izraz koji opisuje afinitet ili seksualnu preferencu prema preadolescentnim dječacima. Izvan Japana shotacon se prije svega odnosi na umjetnička i druga djela koja prikazuju Shōtarō likove (shote) na pretjerano sladunjav način ili sa seksualnim aluzijama. Sam izraz "Shōtarō" vuče porijeklo od glavnog lika u mangi Tetsujin 28-go (1956-1966), energičnog prepubescentnog dječaka-detektiva.
Shotacon likovi se danas često pojavljuju u obliku pornografskog doujinshija ili kao fanservice u anime filmovima. Kao i ženski ekvivalent lolicon, najeksplicitniji oblici shotacona često prikazuju seksualno zlostavljanje djece te su predmet zakonskih zabrana i/li kontroverzi.

## Vanjske poveznice
- Comipedia, Shota manga anthologies  Arhivirana inačica izvorne stranice od 14. prosinca 2010. (Wayback Machine)